# Sorghum drummondii
Sorghum drummondii là một loài thực vật có hoa trong họ Hòa thảo. Loài này được (Steud.) Millsp. & Chase miêu tả khoa học đầu tiên năm 1903.